# Schistura kengtungensis
Schistura kengtungensis är en fiskart som först beskrevs av Fowler, 1936.  Schistura kengtungensis ingår i släktet Schistura och familjen grönlingsfiskar. IUCN kategoriserar arten globalt som livskraftig. Inga underarter finns listade i Catalogue of Life.